# Ludwig Foglár
Ludwig Stephan Foglár (ur. 24 grudnia 1819 w Wiedniu, zm. 15 sierpnia 1889 w Kammer nad  jeziorem Attersee) – austriacki prawnik i pisarz, używający też pseudonimu Leberecht Flott.

## Życiorys[1]
Foglár był synem cesarsko-królewskiego urzędnika i starszym bratem pisarza Adolfa Foglára. Foglár po maturze zapisał się na Uniwersytet w Wiedniu na kierunki: filozofia, muzyka i języki współczesne. Po ukończeniu studiów został urzędnikiem Österreichischen ersten Donaudampfschifffahrtsgesellschaft (to znaczy: Pierwszego Austriackiego Towarzystwa Dunajskiej Żeglugi Parowej), ta praca wiązała się z licznymi podróżami.
W roku 1843 ożenił się z siostrzenicą radcy stanu, Leopoldine Schulz von Straßnitzky (1823-1865); początkowo małżonkowie mieszkali przez 5 lat (1845-1850) w Peszcie a następne przez 15 lat w Wiedniu, w roku 1860 doczekał się syna Friedricha von Foglár Deinhardstein (1860-1919), a w roku 1865 jego żona zmarła. Dzięki swej pracy Foglár objechał prawie całą Europę, a wrażenia ze swych podróży w postaci felietonów i esejów publikował w różnych gazetach i czasopismach. W roku 1857 Ludwig Foglár został wyróżniony tytułem doktora honoris causa w dziedzinie filozofii przez Universität Gießen. W roku 1870, mając 51 lat, ożenił się z córką poety Ludwiga von Deinhardstein. Ludwig Stephan Foglár zmarł 15 sierpnia 1889 w wieku z 70 lat w Kammer am Attersee.

## Dzieła[3]
- Cypressen: Gedichte – wyd. Stöckholzer von Hirschfeld, Wiedeń, 1841[4][5];
- Donau-Sagen vom Ursprung bis zur Mündung des Stromes: ein poetisches Pilgerbuch – wyd. Zamarski & Dittmarsch Wiedeń, 1860;
- Freiheitsbrevier: Gedichte – wyd. Heckenast, Peszt, 1848;
- Die Märtyrer der Phantasie: Novellen – wyd. Weichelt,  Wiedeń, 1888; polskie tłumaczenie pod tytułem Męczennicy fantazji ukazało się w tłumaczeniu Władysława Tarnowskiego w lwowskim tygodniku „Świt“ w roku 1872, skany na Wikimedia Commons.
- Sankt Velociped: Satiren – 1847
- Strahlen und Schatten: Gedichte – Lipsk, 1846
- Ein Stück Leben: Gedichte – 1847;
- Verworfene Schauspiele – wyd. Heckenast, Peszt, 1847 .

### Pieśni z tekstem Ludwiga Foglára[3]
Ludwig Foglár był też autorem słów do sporej liczby pieśni, do których muzykę komponowali różni muzycy, bodaj najciekawsza jest polka opublikowana w latach 80. XX wieku, gdyż muzykę do  niej skomponował Johann Strauss.
- „Seeliederaus Ludwig Foglar's Gedichten; 71tes Werk” – muzyka Anton Hackel, tekst Ludwig Foglar; Haslinger, Wiedeń, ok. 1841;
- „Berglied Gedicht von Ludwig Foglar ; 74tes Werk” – muzyka Anton Hackel, tekst Ludwig Foglar, Haslinger; Wiedeń, ok. 1841;
- „Was willst du mehr Gedicht von Ludwig Foglar ; op. 84” – muzyka Anton Hackel, tekst Ludwig Foglar; Witzendorf, Wiedeń, ok. 1845;
- „Zwei Lieder : für eine Tenorstimme mit Begleitung des Pianoforte : Op. 113 / No. 1, Ruderschlag : Gedicht von Ludwig Foglár” – muzyka Anton Berlijn, tekst Ludwig Foglár, Peters, Leipzig, ok. 1859;
- „Zwei Lieder : für eine Tenorstimme mit Begleitung des Pianoforte” – muzyka Anton Berlijn, tekst Ludwig Foglár; Peters, Lipsk, ok. 1859;
- „Ruderschlag: Op. 113 No. 1” – muzyka Anton Berlijn, tekst Ludwig Foglár; Peters, Lipsk, 1859?;
- „Cypressen: Fünf chaaktreristische Gesänge mit Begleitung des Pianoforte”: „Herangedämmert kam der Abend“, „Die Perle, „Die Schwalben“, Im Traum sah ich das Lieben“, „Ich sank verweint in sanften Schlummer“ – muzyka Władysław Tarnowski, tekst Ludwig Foglar; A. Bösendorfer, Wiedeń, 1870;
- „Zwei Gesänge mit Begleitung des Pianoforte (Text von Ludwig Foglár) componirt Władysław Tarnowski: «Du buch mit Siegen Siegeln», «Ob du nun ruhst» – muzyka Władysław Tarnowski, tekst Ludwig Foglar; V. Kratochwill, Wiedeń, 1870;
- „Was willst Du mehr: für eine Singstimme mit Begleitung des Pianoforte: op. 84” – muzyka Anton Hackel, tekst Ludwig Foglar; Witzendorf, Wiedeń, [1880];
- „Drei Lieder von Ludw. Foglar für Tenor mit Begleitung des Pianoforte; 110tes Werk” – muzyka Carl Haslinger, tekst Ludwig Foglar, Haslinger, Wiedeń;
- „Polka-Mazur champetre: für Choroder Quartett & 2 Hörner” – muzyka Johann Strauss, tekst Ludwig Stephan Foglar; Hans Pizka Edition, Kirchheim, 1885.